# Lørenskog
Lørenskog è un comune norvegese della contea di Akershus, alle porte della capitale. Il nome deriva da Løren, fango e da skog, foresta.
La città ha dato i natali a John Carew, ex giocatore della nazionale di calcio, oltre che ad Aksel Lund Svindal ed Henrik Kristoffersen, due atleti di punta della nazionale di sci alpino.